# Ocimum basilicum
Il basilico (Ocimum basilicum, L., 1753) è una pianta annuale, appartenente alla famiglia delle Lamiaceae, normalmente coltivata come pianta aromatica.
Originario dell'India, il basilico è utilizzato tipicamente nella cucina italiana e nelle cucine asiatiche in Taiwan, Thailandia, Vietnam, Cambogia e Laos, per via del marcato profumo delle sue foglie, che a seconda della varietà può essere più o meno dolce o pungente.

## Etimologia
Il nome deriva dal latino medievale basilicum, con origine dal greco basilikon (phyton) ("pianta regale, maestosa"), da basileus "re".
L'etimologia è incerta: alcune interpretazioni ritengono sia così chiamato perché usato per produrre profumi per il re, o in riferimento all'utilizzo sacro delle antiche popolazioni Hindu, oppure, più semplicemente, per l'importanza "regale" conferita alla pianta.
L'origine del nome è stata spesso erroneamente confusa con quella del basilisco, la creatura mitologica greca descritta come un serpente dal veleno letale, col potere di uccidere con lo sguardo. Il basilico ne sarebbe stato l'antidoto.

## Descrizione
Il basilico è una pianta erbacea annuale alta fino a 60 cm, con foglie opposte, ovali, lanceolate, a volte bollose, di 2-5 centimetri di lunghezza. Il colore delle foglie varia dal verde pallido al verde intenso, oppure è viola o porpora in alcune varietà. I fusti eretti, ramificati, hanno una sezione quadrata come molte delle Lamiaceae, e hanno la tendenza a divenire legnosi e frondosi.
I piccoli fiori bilabiati, bianchi o rosei, hanno la corolla di 5 petali irregolari. Gli stami sono 4 e gialli. I fiori sono raggruppati in infiorescenze all'ascella delle foglie.
I semi sono fini, oblunghi e neri.

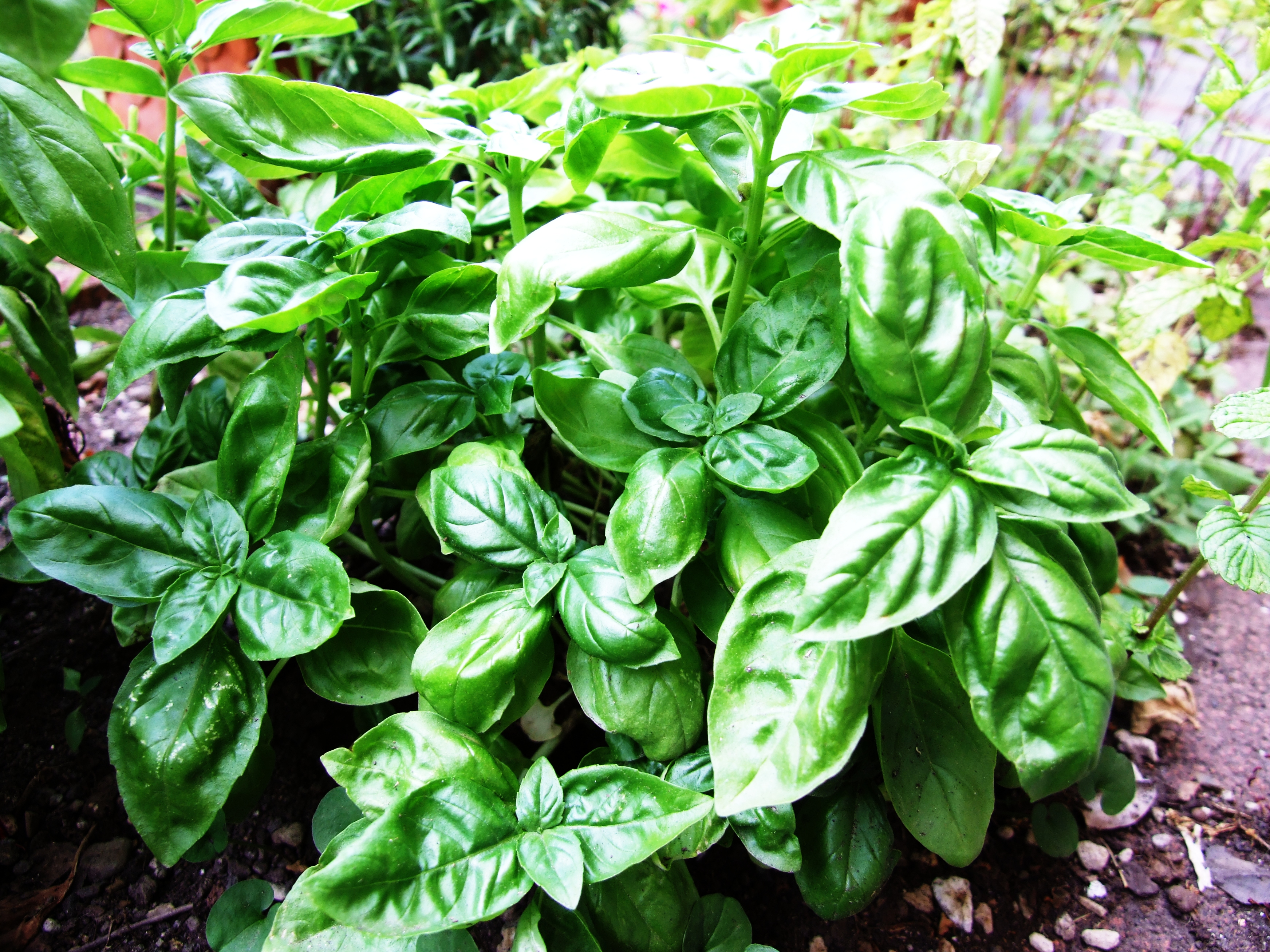
Pianta
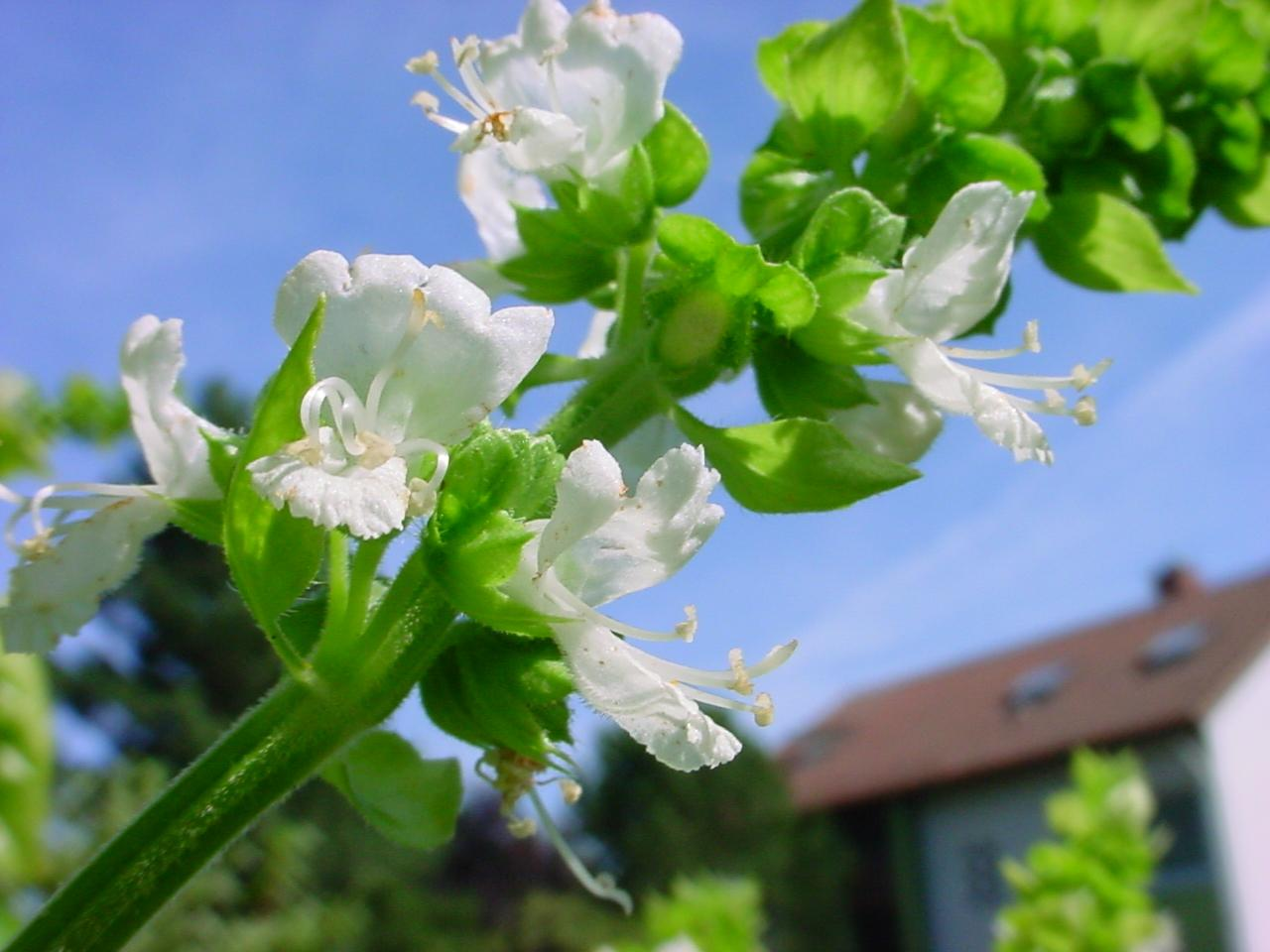
Inflorescenza
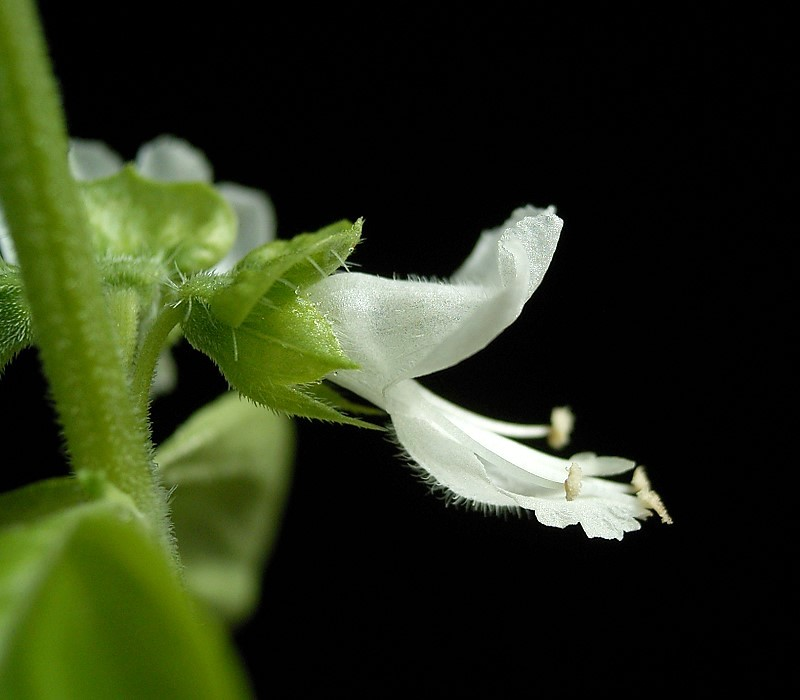
Fiore
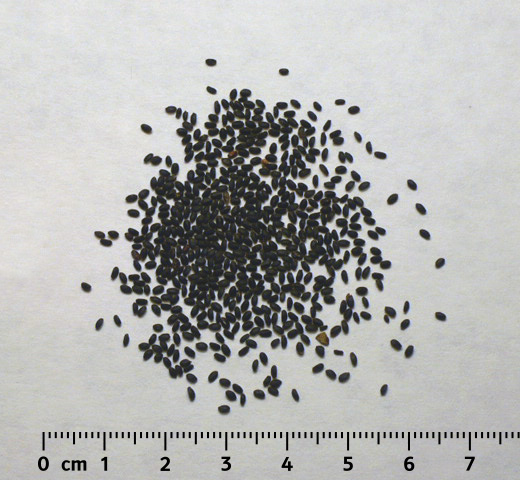
Semi
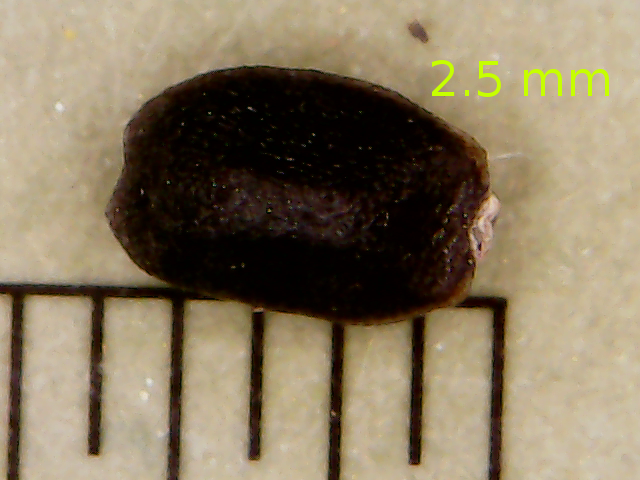
Seme al microscopio

## Distribuzione
Il basilico è nativo e cresce selvatico nell'Asia tropicale e in India. Si diffuse dal Medio Oriente in Antica Grecia e in Italia dai tempi di Alessandro Magno, intorno al 350 a.C.. Solo dal XVI secolo iniziò a essere coltivato anche in Inghilterra e, con le prime spedizioni migratorie, nelle Americhe.

## Tassonomia
Sono state classificate circa 60 varietà e cultivar di O. basilicum, che si differenziano per l'aspetto e l'aroma.
La difficoltà nel classificare il basilico è dovuta principalmente alle caratteristiche polimorfiche
della pianta e all'impollinazione incrociata, rendendo a volte dubbia l'identità botanica del basilico così come citata in diverse letterature.
Tra le varietà si ricordano:
- Basilico comune crespo (O. basilicum 'Crispum'), dalle grandi foglie dalla superficie increspata e dal profumo intenso.
- Basilico classico o genovese (O. basilicum 'Italiano Classico'), rinomato in Italia per produrre il pesto alla genovese. Ha un aroma di gelsomino, di liquirizia e di limone.
- Basilico greco (O. basilicum 'Minimum'), dalle piccole foglie allungate, ha un profumo più dolce e meno pungente delle varietà a foglie larghe e si adatta meglio ai climi freddi.
- Basilico thai (O. basilicum var. thyrsiflora), l'aroma delle sue foglie ricorda la menta e il chiodo di garofano, e si utilizza con i frutti di mare e nelle minestre esotiche. Ha un profumo di liquirizia per il suo contenuto di estragolo.[4]
- Basilico porpora messicano (O. basilicum 'Purple Ruffles'), con foglie decorative di color porpora e fiori rosa pallido, ha un aroma dolce ed un po' piccante, si può usare nelle insalate.
- Basilico messicano (O. basilicum 'Cinnamon'), con un forte profumo di cannella e dai fiori color porpora.
- Basilico Dark Opal (O. basilicum 'Dark Opal'), simile al basilico messicano, con sapore più intenso.
- Basilico lattuga (O. basilicum 'Lettuce Leaf') e basilico napoletano (O. basilicum 'Napoletano'), varietà dalle foglie più grandi.

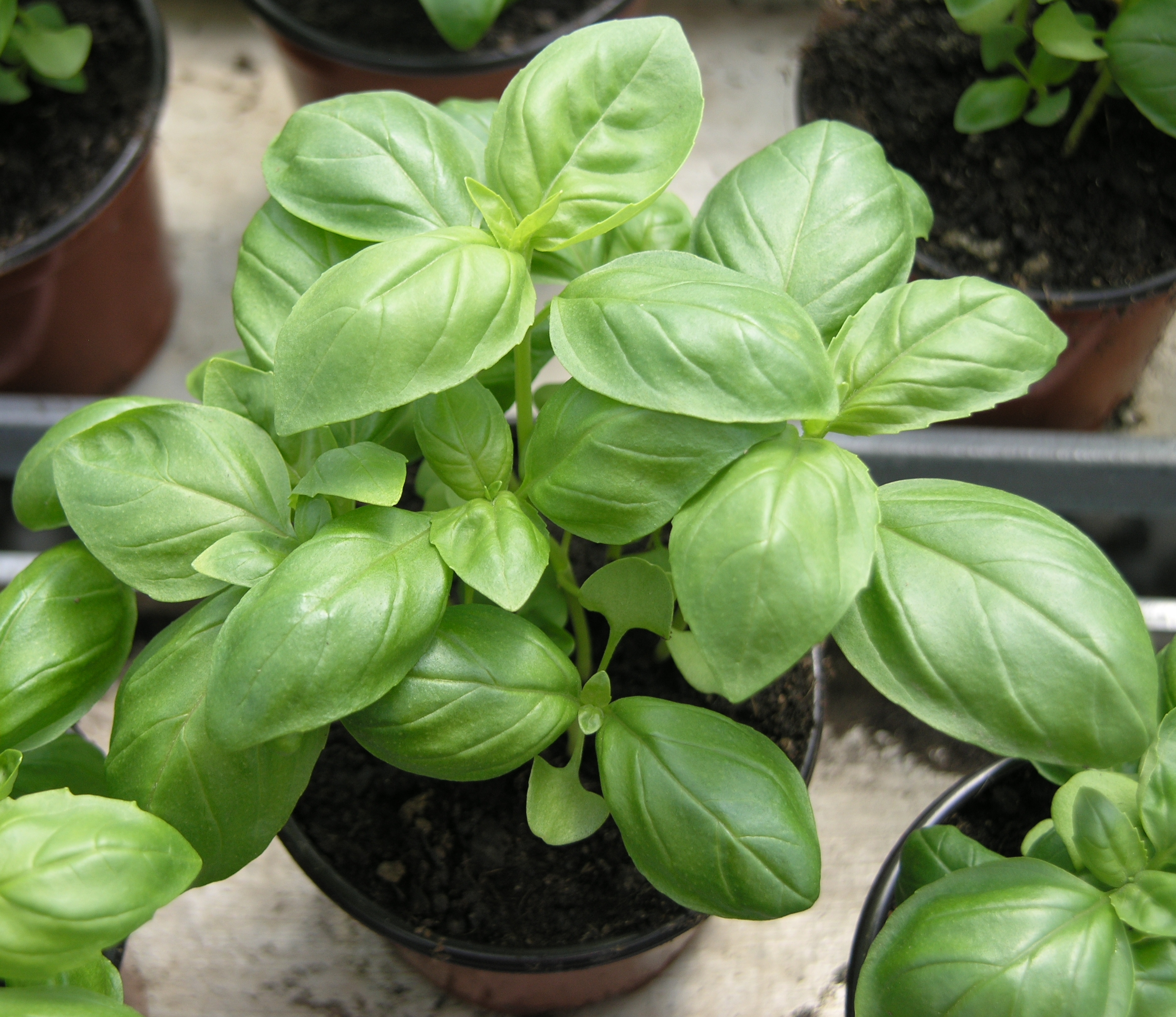
O. basilicum 'Italiano Classico'
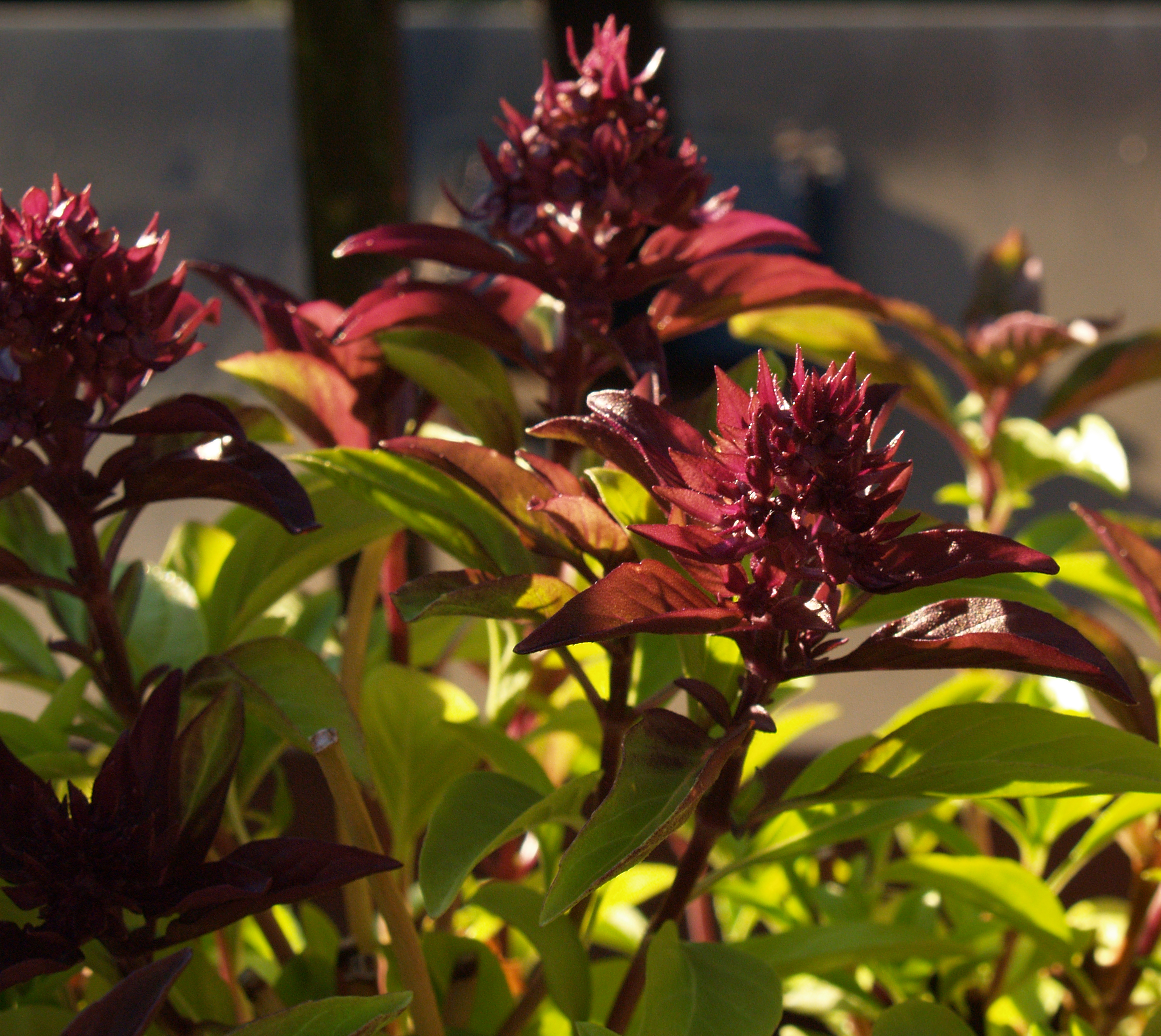
Basilico thai in fiore
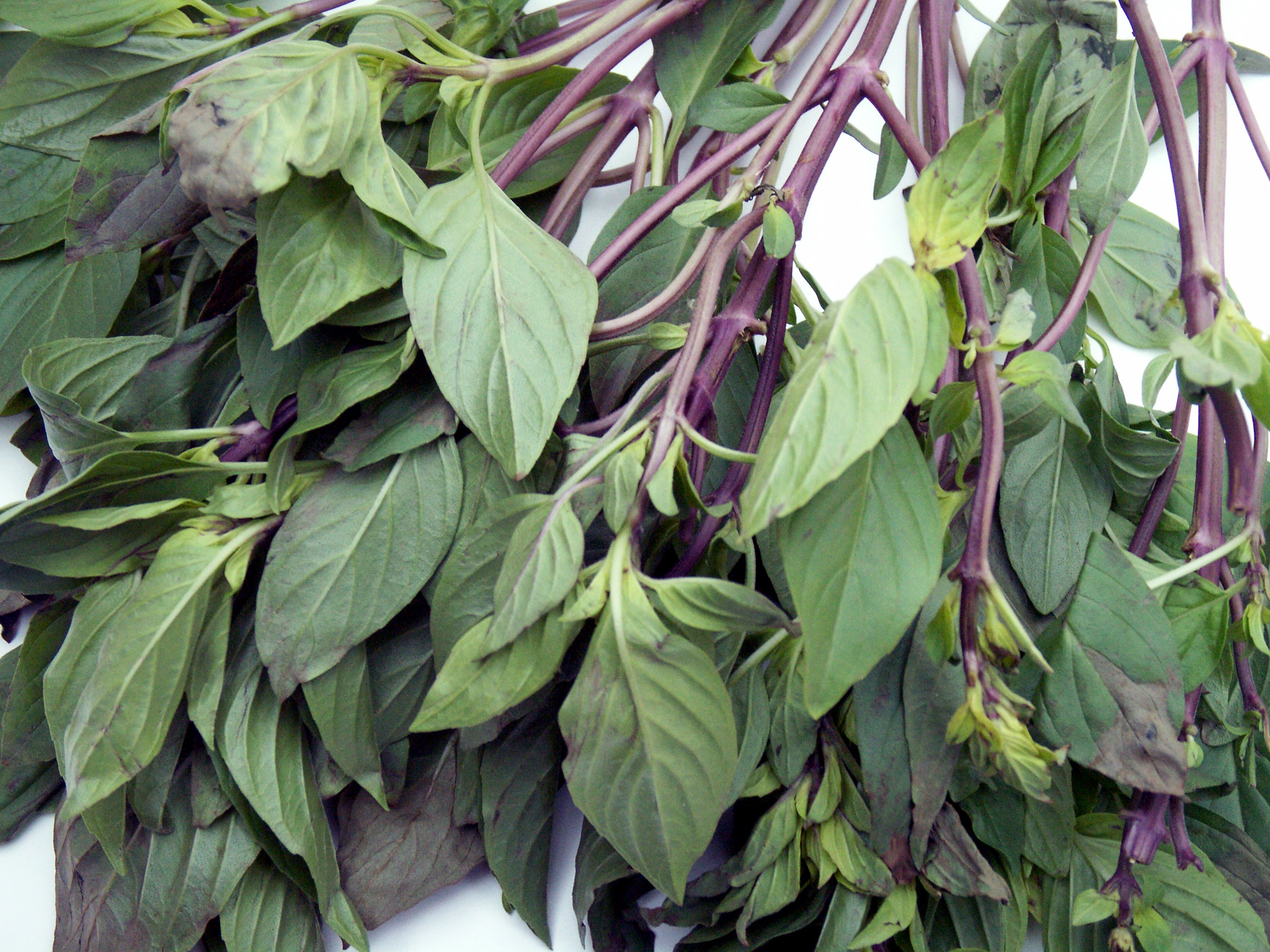
O. basilicum var. thyrsiflora
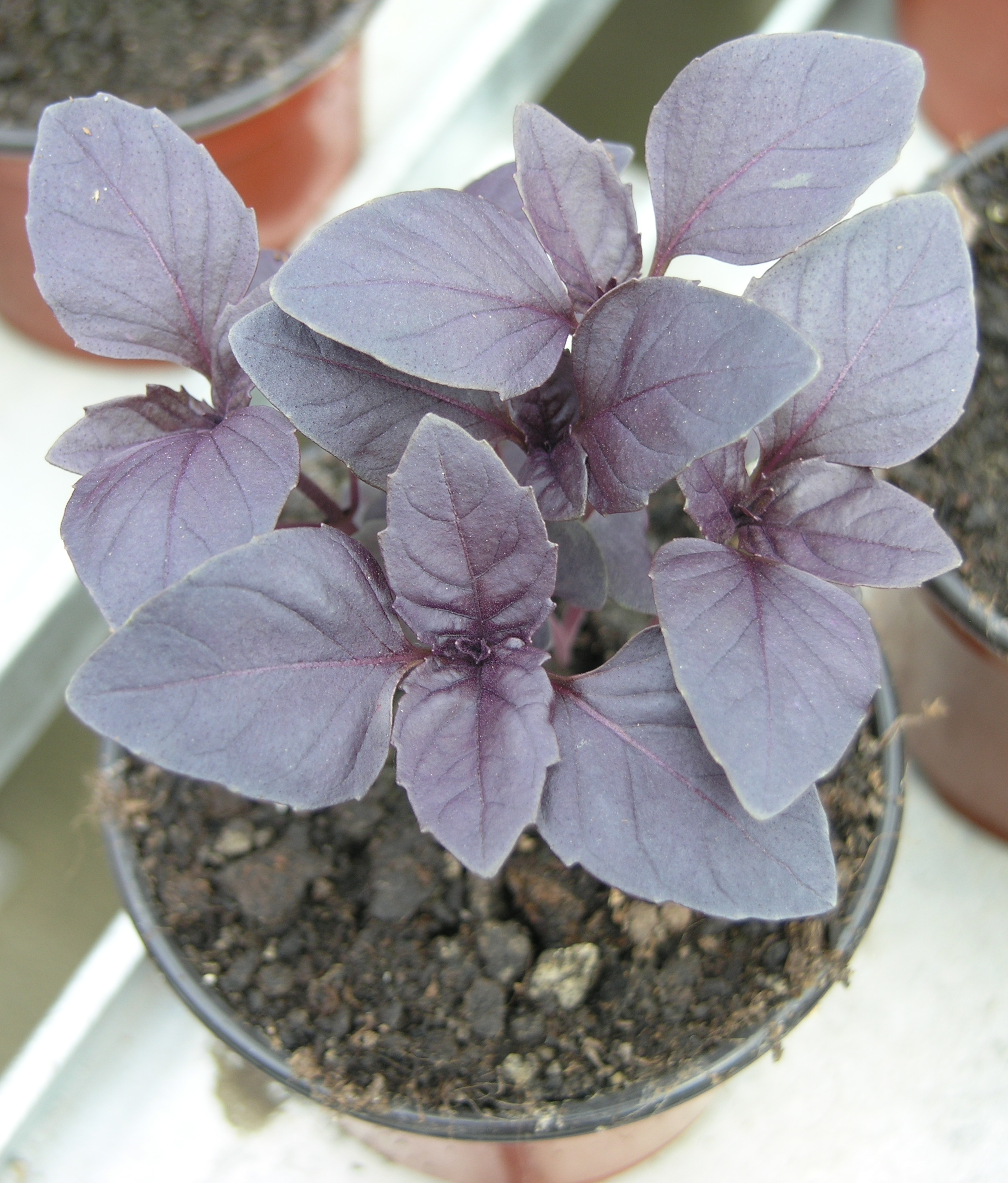
O. basilicum 'Purple Ruffles'
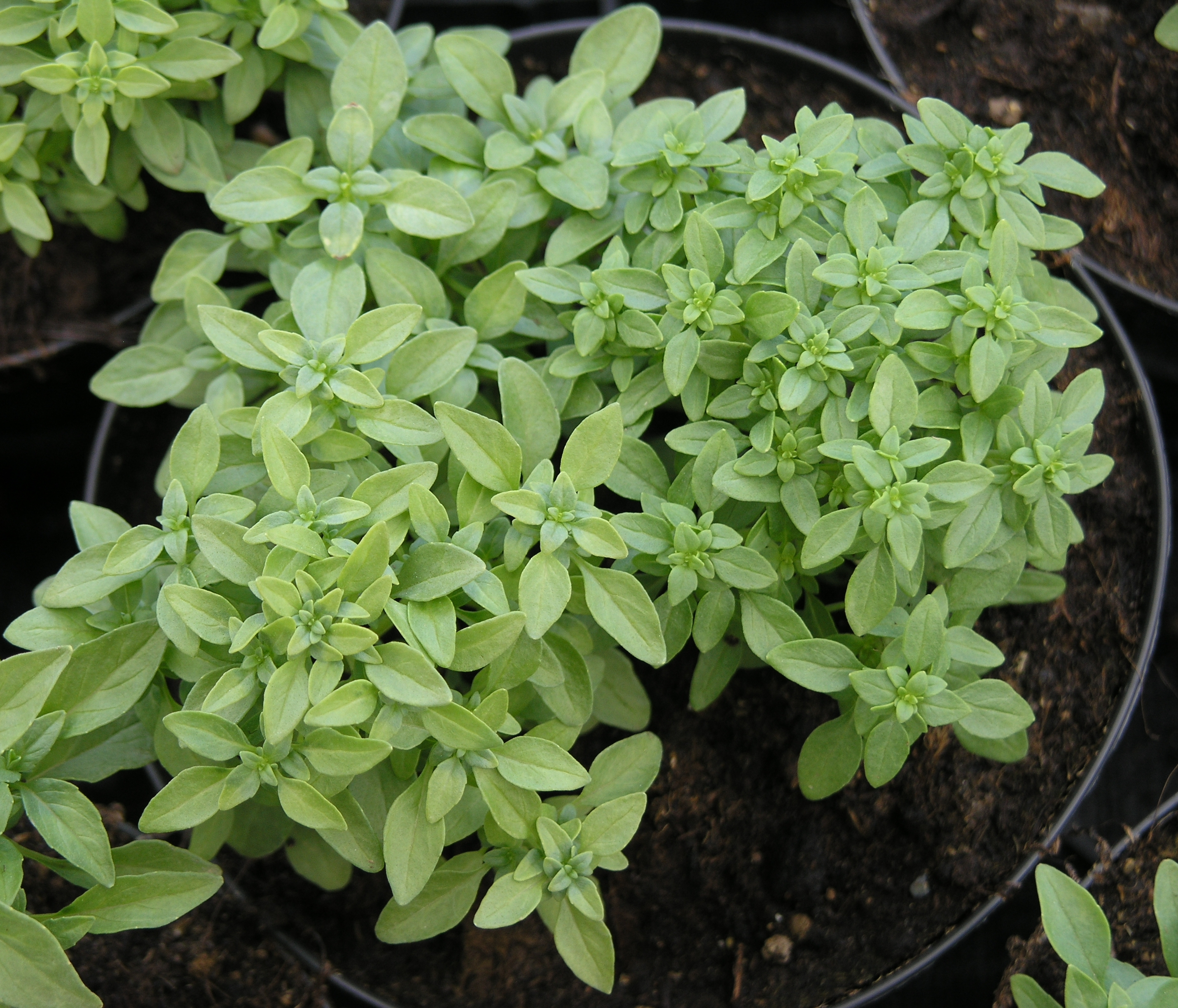
O. basilicum minimum

## Usi
La pianta, fortemente aromatica, è utilizzata nelle cucine italiane e asiatiche. Viene inoltre impiegata tradizionalmente in alcune medicine popolari.

### In cucina

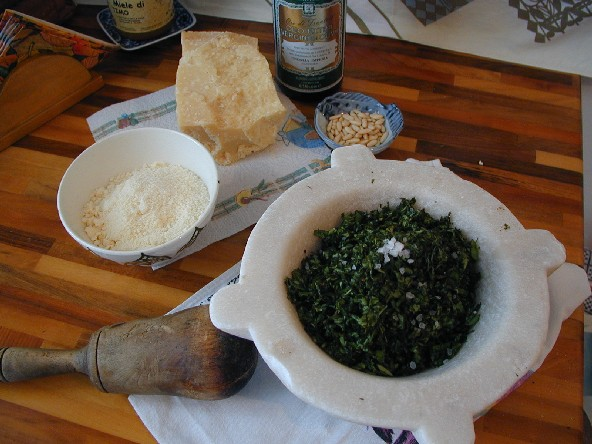
Pesto alla genovese: il basilico fresco è schiacciato col pestello nel tradizionale mortaio

Il basilico deve essere utilizzato fresco e aggiunto alle pietanze all'ultimo momento. La cottura ne attenua velocemente il sapore fino a neutralizzarlo, lasciando poco del suo profumo. Quando essiccato, perde completamente il suo sapore lasciando un debole profumo di fieno. Lo si può pestare in un mortaio per rompere le cellule che contengono l'olio essenziale, liberandone l'aroma. In frigorifero si può conservare per qualche giorno, avvolto in un canovaccio da cucina. Le foglie congelate conservano, invece, il sapore per diversi mesi.
Il basilico è difficile da abbinare ad altre erbe aromatiche come il prezzemolo, il timo e il rosmarino.
Insieme a formaggio, pinoli, aglio e olio di oliva, è l'ingrediente base del pesto genovese, la salsa tipica della cucina ligure.
Si usa per le insalate, con pomodori maturi, le zucchine, l'aglio, i frutti di mare, il pesce (triglia), le uova strapazzate, il pollo, il coniglio, l'anatra, le insalate di riso, le zuppe, la pasta e per le salse di pomodoro.
Nella cucina asiatica, specialmente a Taiwan, si usa frequentemente nelle zuppe. Le foglie intere accompagnano il pollo fritto o vengono usate per insaporire latte e creme.
Il suo olio essenziale è utilizzato per la preparazione di profumi e liquori; dalla distillazione della pianta fresca si ottiene un'essenza contenente eucaliptolo ed eugenolo.

### Medicina popolare
Come pianta medicinale, le foglie e le sommità fiorite vengono utilizzate per preparare infusi ad azione sedativa, antispastica delle vie digerenti, stomachica e diuretica, antimicrobica, antinfiammatoria.
Il basilico è utilizzato anche contro l'indigestione e come vermifugo. Come collutorio è indicato contro le infiammazioni del cavo orale. L'olio è utilizzato per massaggiare le parti del corpo dolenti o colpite da reumatismi.
Per via di questi benefici, il suo uso si è propagato dall'Africa alla medicina tradizionale in Brasile. La medicina ayurveda assegna inoltre diverse proprietà all'Ocimum tenuiflorum, o basilico sacro.

## Coltivazione
Il basilico cresce bene quando il sole è abbondante e la temperatura tra i 20 °C e 25 °C, come nel clima mediterraneo. A più alte temperature necessita di una più alta umidità, e non resiste a temperature inferiori ai 10 °C. Gradisce annaffiature frequenti, ma con un suolo ben drenato, in quanto i ristagni d'acqua sono dannosi per le radici. Si coltiva negli orti o in vaso.
Il periodo di fioritura è tra giugno e settembre. Le piante di basilico devono essere regolarmente cimate, asportando gli apici vegetativi e i fiori, per consentire una crescita rigogliosa e per allungare il ciclo di vita, che termina con la produzione dei semi. Sui fusti lasciati a fiorire, la crescita delle foglie rallenta e si ferma, il fusto diventa legnoso, e cala la produzione dell'olio essenziale che produce il profumo. I semi possono tuttavia essere seminati l'anno successivo.
La propagazione per semina si effettua in primavera, verso marzo-aprile. In un clima temperato, la semina può essere fatta in serra o in vasi mantenuti ad una temperatura di circa 20 °C. Il trapianto in piena terra si può fare quando la temperatura esterna minima supera i 10 °C e non c'è pericolo di gelate notturne, quindi tra aprile e maggio a seconda del clima locale. Luglio e agosto sono i periodi migliori per la raccolta delle foglie.
Il basilico si può concimare con letame (circa 2–3 kg/m²). Se la coltivazione avviene in vaso, conviene mettere la piantina in un terreno ricco di materia organica, o mescolare al terreno qualche manciata di stallatico sfarinato o di compost.
La pianta è sensibile a diverse malattie che possono ridurre il raccolto, come quelle causate dai funghi parassiti Fusarium oxysporum o Botrytis cinerea
Gamba nera del basilico fusarium tabacinum
, che produce un marciume grigio sulle foglie.
Acari 
Ragnetto rosso

## Composizione chimica
Le differenti varietà hanno un numero variabile di oli essenziali che conferiscono alla pianta il tipico profumo nelle diverse sfumature. L'aroma caratteristico della specie comune in Italia è derivato dall'eugenolo, sostanza chimica presente in grande quantità anche nei chiodi di garofano. Alcune varietà condividono, in forma minore, le sostanze che danno il tipico profumo al limone, alla menta, alla liquirizia o alla canfora.
Negli oli essenziali, a seconda della varietà e della stagione di coltivazione, sono stati trovati e analizzati 29 costituenti differenti, tra cui:
- linalolo, tra il 56,7–60,6%
- epi-α-cadinolo (8,6–11,4%)
- α-bergamotene (7,4–9,2%)
- γ-cadinene (3,3–5,4%)
- germacrene D (1,1–3,3%)
- canfora (1,1–3,1%)

### Sostanze cancerogene
Oltre all'eugenolo, il basilico contiene metileugenolo ed estragolo (23–88% negli oli essenziali), sostanze che si sono rivelate cancerogene su ratti e topi. Sebbene gli effetti sugli umani non siano stati studiati, gli esperimenti indicano che è necessaria una quantità molto superiore a quella con cui normalmente si entra in contatto, affinché essa possa rappresentare un rischio per il cancro.
La combinazione con altri alimenti ne riduce o annulla l'effetto tossico. Estragolo e metileugenolo, un derivato a base di fenilalanina, sono presenti nella classifica IARC degli agenti cancerogeni.

### Tossicità per gli insetti
Uno studio del 1989 sull'olio essenziale del basilico mostra che la pianta ha proprietà fungicide e repellenti per gli insetti. Uno studio simile del 2009 conferma che gli estratti dalla pianta sono molto tossici per le zanzare.

## Storia e cultura
Nella storia il basilico non si è distinto tanto come alimento quanto come elemento nelle superstizioni diffuse tra le popolazioni dell'Asia, del Medio Oriente e del Mediterraneo.
I primi testi che parlano del basilico in cucina si trovano solo dalla fine del XVIII secolo. Gli esploratori dell'Ottocento riferirono di aver incontrato diverse specie di Ocimum in Africa, in Persia e in Asia Tropicale, native o coltivate.
Tra gli antichi egizi e i greci, il basilico conservò una simbologia legata alla morte: ritenuto di buon auspicio per l'aldilà, si usava per le imbalsamature. I cinesi e gli arabi ne conoscevano le proprietà medicinali, mentre i crociati ne riempivano le navi per cacciare insetti e cattivi odori.
Ai tempi di antichi Greci e Romani, il basilico era considerato un simbolo diabolico, di sfortuna e di odio. Plinio il Vecchio attribuiva alla pianta capacità di generare stati di torpore e pazzia, e secondo Crisippo poteva essere dannoso per lo stomaco e per il fegato. Gli antichi romani lo associarono alla figura mitologica del basilisco, creatura a forma di serpente in grado di uccidere con lo sguardo: il basilico sarebbe servito come antidoto al suo veleno. Una leggenda africana sostiene, inoltre, che il basilico protegga dagli scorpioni.
Nel medioevo, la pianta era utilizzata per guarire le ferite, come quelle di archibugio, ed era un ingrediente dell'acqua vulneraria, usata un tempo per applicazioni esterne. Alcuni naturalisti, come Nicholas Culpeper, lo ritenevano invece velenoso. Una leggenda medievale lo cita come capace di attirare gli scorpioni, qualora le foglie fossero messe sotto un vaso. Nelle miniature di alcuni manoscritti, il basilico è il simbolo dell'odio e di Satana. Il folklore ebraico suggerisce invece che dia forza durante il digiuno.
Lisabetta da Messina, eroina del Decameron di Boccaccio, seppellì la testa del suo amante in un vaso di basilico.